# Cousine (film, 1914)
Cousine est un film français muet réalisé par André Hugon, sorti en 1914.

## Fiche technique
- Réalisation et scénario : André Hugon
- Pays d'origine : France
- Format : Muet - Noir et blanc
- Année de sortie : 1914